# Pierre Cérésole
Pierre Cérésole (17. kolovoza 1879. – 23. listopada 1945.) bio je švicarski mirovni aktivist i inženjer te osnivač Međunarodne državne službe.

## Život
Pierre Cérésole rođen je u Lausanni 17. kolovoza 1879. godine, kao sin Paula Cérésolea, člana Švicarskog saveznog vijeća i predsjednika Švicarske Konfederacije. 
Kao pacifist, odbio je platiti porez koji se koristio za nabavu oružja i odbio je prihvatiti novac od svog nasljedstva tijekom Prvog svjetskog rata te je zbog toga je završio u zatvoru. 
Godine 1931. Cérésole je upoznao Mahatmu Gandhija u Lausanni, dok je Ghandi boravio u kući Romaina Rollanda u Ženevi nakon sudjelovanja na konferencijama okruglog stola u Londonu. Cérésole je bio nadahnut Gandhijevim razmišljanjima, ali se također nije slagao s nekim dijelovima Ghandijevog pristupa. Iako su se složili kako je nepotrebno surađivati s vladama u pitanju vojnih aktivnosti, Cérésole je bio spreman surađivati s vladama bez obzira na njihovu ideologiju.
U studenom 1933. godine Cérésole je prešao granicu između Švicarske i Njemačke kako bi se sastao s Adolfom Hitlerom kako bi se raspitao o situaciji u Njemačkoj, no sastanak se na kraju nije održao.
Cérésolea je nadahnuo američki mislilac William James, a on sam je inspirirao Keesa Boekea. 
Nakon Cérésoleove smrti, njegova prijateljica i mirovna aktivistica, Hélène Monastier, objavila je njegovu biografiju i nekoliko njegovih radova.

## Priznanje
Cérésole bio je nominiran za Nobelovu nagradu za mir 1938. i 1939.